# Þorsteinn Hallsteinsson
Þorsteinn súrtur Hallsteinsson (apodado Thorstein el Negro y Thorstein el Sabio, n. 895) fue un vikingo de Helgafell en Islandia. Era hijo de Hallsteinn Þórólfsson y es un personaje de la saga de Laxdœla. Þorsteinn fue el responsable de añadir una semana adicional al calendario colonial (el año solar y el calendario se encontraban desajustados y se tuvo que corregir en el siglo X).
Þorsteinn murió en un naufragio junto a toda su familia en Breiðafjörður. Los académicos consideran este capítulo como ficticio, pues fue escrito hacia el siglo XIII y aparece la misma situación en la saga Sturlunga pero con otros protagonistas hacia el año 1178. Posiblemente el autor fue conocedor de los hechos, y añadió el mismo argumento para dar mayor convicción a su obra.
No confundir a Þorsteinn súrtur con Þorsteinn svarti (el Negro) de Hundadale, cuñado de Helgi Harðbeinsson. Þorsteinn svarti también aparece en la saga de Laxdœla, pero en un periodo más tardío.